# Крістіан Купер
Крі́стіан Ку́пер (англ. Christian Cooper) — американський письменник і редактор.

## Життєпис
У 1980-х роках Купер був президентом Гарвардського орнітологічного клубу, на поточну мить він є членом Ради директорів Національного Одюбонівського товариства. Купер був співголовою ради директорів організації GLAAD.
Купер написав багато сюжетів для Marvel Comics Presents, у яких зокрема фігурував Примарний вершник; був редактором серії коміксів про Людей Ікс та двох останніх випусків Marvel Swimsuit Special. Зараз Купер є старшим редактором у Health Science Communications.
Купер — перший відкритий гей, що працював письменником і редактором у Marvel. Він же представив першого персонажа-гея в «Зоряному шляху», Йосі Місіма, в серії «Starfleet Academy», яку згодом було номіновано на премію GLAAD 1999 року. Купер також представив першу героїню-лесбійку у Marvel, Вікторію Монтесі.
25 травня 2020 року Купер був уплутаний в інцидент під час спостереження птахів у Центральному парку.